# Biled
Biled (en hongrois : Billéd, en allemand : Billed) est une commune du județ de Timiș en Roumanie.